# Fernandel
Fernandel   (5è districte de Marsella, 8 de maig de 1903 - 16è districte de París, 26 de febrer de 1971) nom artístic amb què fou conegut Fernand Joseph Désiré Contandin. Fou un actor còmic i cantant francès d'origen occità que va començar al vodevil i l'opereta, on guanyà popularitat de mica en mica. Fernandel vol dir "Ferran petit" en occità.

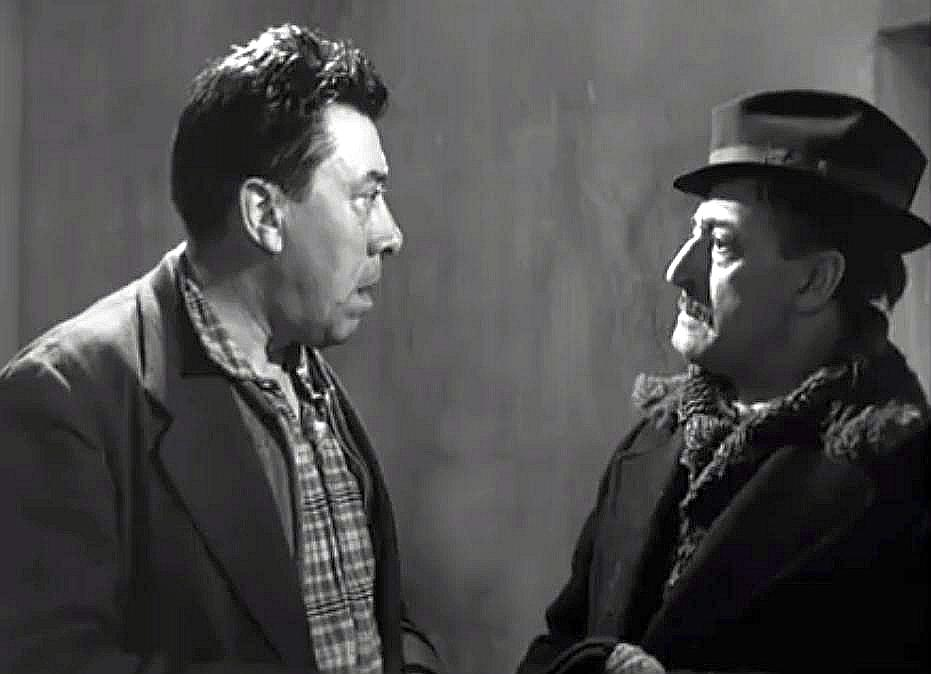
Fotograma de La loi, c'est la loi, amb Fernandel a l'esquerra i Totò a la dreta

Procedent del music hall, va ser durant diverses dècades una de les grans estrelles del cinema francès, un autèntic campió de taquilla que va atreure més de 200 milions d'espectadors als teatres durant la seva carrera. Còmic icònic del cinema abans i després de la Segona Guerra Mundial, va actuar en moltes pel·lícules que s'han convertit en clàssics, com Le Schpountz, L'Auberge rouge, Alí Babà i els quaranta lladres o Cuinar amb mantega, de la mateixa manera que alguns dels seus personatges, com Don Camillo. També va assumir amb èxit papers més dramàtics, sobretot a Naïs, La Vache et le Prisonnier o Joyeux qui comme Ulysse.
Cantant popular, va deixar una important discografia, de nou esquitxada de clàssics com Félicie aussi, Ignace o Le Tango corse. Recognoscible gràcies al que es diu «boca de cavall», va adquirir tanta popularitat internacional que el general de Gaulle va declarar en una recepció al Palau de l'Elisi el 3 de maig de 1968 que era « l'únic francès que és més famós que [ell] al món ». El seu èxit mai va vacil·lar i Marcel Pagnol va parlar d'ell després de la seva mort: «Va ser un dels actors més grans i famosos del nostre temps i només es pot comparar amb Charlie Chaplin».

## Biografia
Fernand Joseph Désiré Contandin va néixer al 72 boulevard Chave de Marsella. La família és del Piemont, originària de la vall occitana de Cluson (val Chisone), a la província de Torí, precisament de Méan/Meano (avui una subdivisió del municipi de La Pérouse/Perosa Argentina), on encara es pot veure la casa dels seus avantpassats. La forma Contandin (en comptes de Coutandin) es deu a un error en la transcripció dels actes italians.
El seu pare, Denis Contandin, que és comptable, però també actor-cantant aficionat amb el pseudònim de Sined (anacíclic de Denis), i la seva mare Désirée Bédouin, també actriu amateur, noten ràpidament el talent del jove Fernand. Segueix el seu pare durant els concerts que organitza als suburbis de Marsella, pujant ell mateix a l'escenari. Amb motiu d'un concurs per a joves cantants aficionats, va guanyar el primer premi per a nens prodigis al Théâtre du Châtelet de Marsella.
Andrex, còmic i amic d'infància de l'actor, va dir:
| «          | Fernandel, que aleshores només era Fernand, va debutar a l'escenari als cinc anys cantant el repertori militar amb el seu germà gran, Marcel. Va tenir el seu primer gran èxit als set anys, un dia que, paralitzat per la por escènica, va ser impulsat a l'escenari pel seu pare, amb una gran puntada al darrere; es va enredar amb el seu sabre i es va estendre sencer sota una tempesta de rialles. A partir de llavors, ja no va tenir por d'enfrontar-se al públic. | » |
| — , Andrex | |   |

El director Marc Allégret que hi assisteix queda impactat pel físic i la personalitat de Fernandel;
El 1930 el director Marc Allégret decideix oferir-li el paper de nuvi a la pel·lícula que està preparant amb Sacha Guitry Le Blanc et le Noir. va marcar així l'inici de la carrera cinematogràfica de Fernandel. Seguidament esdevingué el principal actor còmic de França. La trajectòria d'actor va durar uns quaranta anys. Fernandel estava orgullós de la cara de cavall i les dents grosses que donaven un caràcter inconfusible a la seva faç quan reia o s'enutjava.
El paper de Fernandel que més el caracteritzava i que més va agradar al públic fou la representació de la figura de l'irascible capellà d'un poble d'Itàlia que sempre s'enfrontava amb el conseller en cap comunista a la sèrie de films Don Camillo.
Fernandel va actuar amb altres comediants famosos, com Bourvil ("La cuisine au Beurre") i també va coproduir algunes de les seves pel·lícules.
Cap al final de la seva carrera activa Fernandel va aparèixer en alguna pel·lícula de Hollywood. L'any 1956 va participar amb David Niven a Around the World in Eighty Days (El tomb del món en 80 dies) en el paper de xofer. En acabat va actuar també amb Bob Hope i Anita Ekberg a la comèdia Vacances a París.
Fernandel va morir de càncer de pulmó i és enterrat al cementiri de Passy a París.

### Vida privada
Fernandel i la seva dona van tenir tres fills:
- Josette, nascuda el 19 d'abril de 1926, va morir el 22 de novembre de 2017;[9]
- Jeannine, nascuda el 18 d'abril de 1930, va morir el 4 de gener de 2020;[10]
- Frank, nascut el 10 de desembre de 1935, mort el 8 de juny de 2011.[11]

Els diaris tabloids, aficionats als escàndols de celebritats, no n'han trobat mai cap a la vida privada de Fernandel. Tant és així que un d'ells titula un dia, en un gest d’autoironia: «La dona amagada de Fernandel», que mai va trobar. En una de les seves últimes entrevistes, Jean Gabin testimonia la moralitat i la fidelitat de Fernandel en tots els àmbits, tant en l'amistat com en els negocis.

### Gabin i Fernandel
Havent de gestionar els ingressos cada cop més importants vinculats al seu èxit, Gabin i Fernandel busquen protegir els seus estalvis de la inflació. Fernandel tria béns immobles. Gabin compra terrenys dient-li: «Els edificis s'esfondran. La terra queda».
Lligats per l'amistat i la gran estima, els dos actors van crear l'any 1963 la seva productora cinematogràfica conjunta, la Gafer, nom format per les primeres síl·labes dels seus noms artístics. «Hem fet bé de no agafar els dels nostres cognoms», explica Fernandel. Gabin es diu efectivament Moncorgé i Fernandel Contandin (que hauria fet Moncon). La seva primera producció va ser L'Âge ingrat de Gilles Grangier però també van tenir èxits com el 1968, L'Homme à la Buick de Gilles Grangier i Le Pacha de Georges Lautner, Heureux qui comme Ulysse d'Henri Colpi el 1970, que va marcar l'última aparició de Fernandel al cinema i Pierre Granier-Deferre. L’any 1971, notem Le Chat de Pierre Granier-Deferre i, després de la mort de Fernandel, L’assassí de Denys de La Patellière l’any 1972 a continuació, l'any següent, L'Affaire Dominici de Claude Bernard-Aubert.

### Estrellat

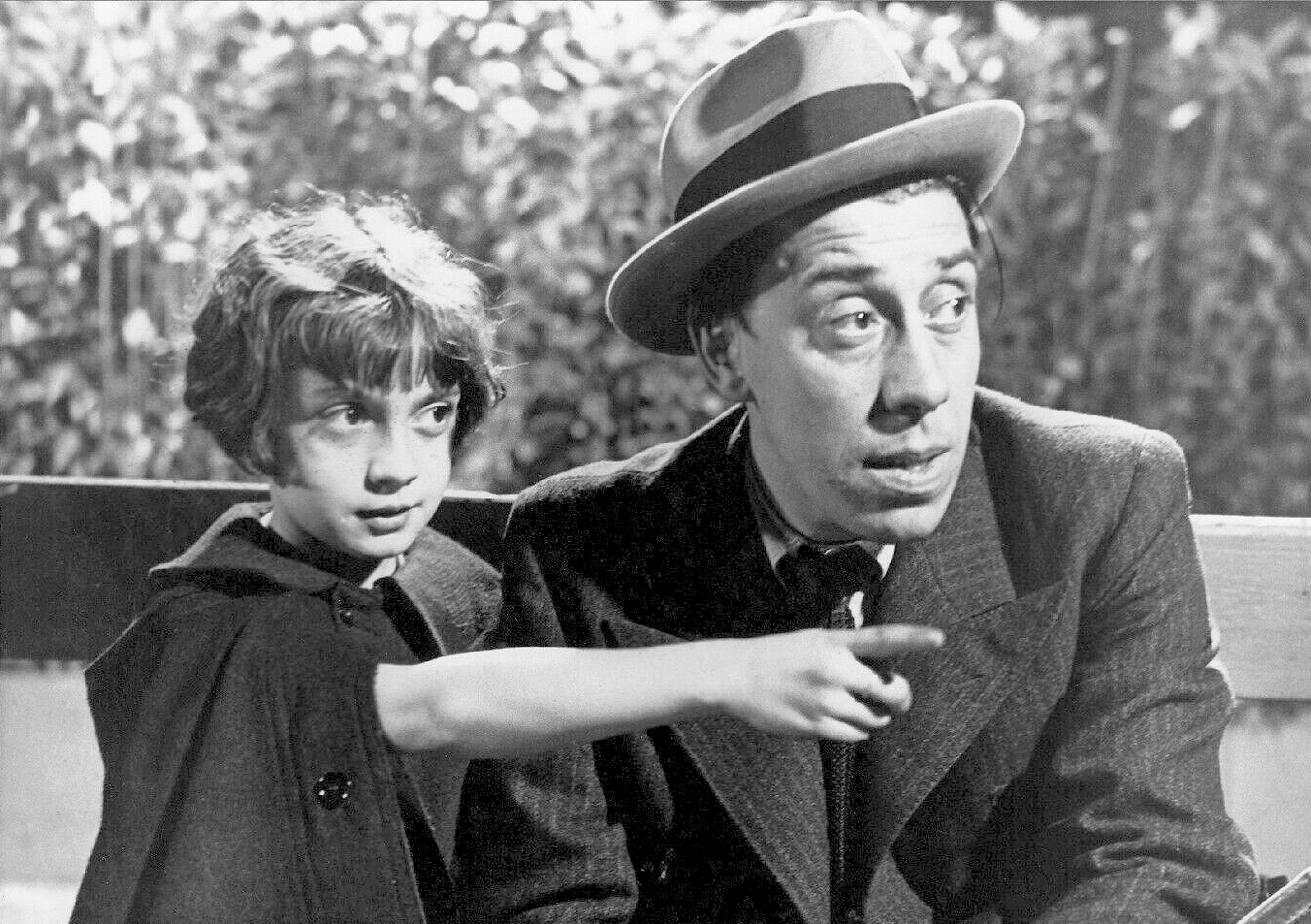
Amb la seva filla Josette Contandin, durant el rodatge de la pel·lícula Josette

Posteriorment, els seus triomfs es van multiplicar, sobretot a les pel·lícules de Christian-Jaque, Un de la légion i François I er (1936),  Josette (1937, pel·lícula en què també va actuar la seva filla gran), Fric-Frac (1939), però sobretot a les de Marcel Pagnol: Angèle (1934), Regain (1937), Le Schpountz (1938), La filla de l'excavador (1940), Naïs (1945) i més tard Topaze (1951). Però després d'aquesta darrera pel·lícula, la fama de Fernandel i Marcel Pagnol va caure.
Els èxits cinematogràfics no van impedir que Fernandel continués la seva carrera com a cantant. Ha tingut papers en nombrosos musicals, la majoria dels quals es van convertir després en pel·lícules. Algunes de les cançons que hi va interpretar es van convertir en èxits, com Ignace, Simplet i Félicie també.

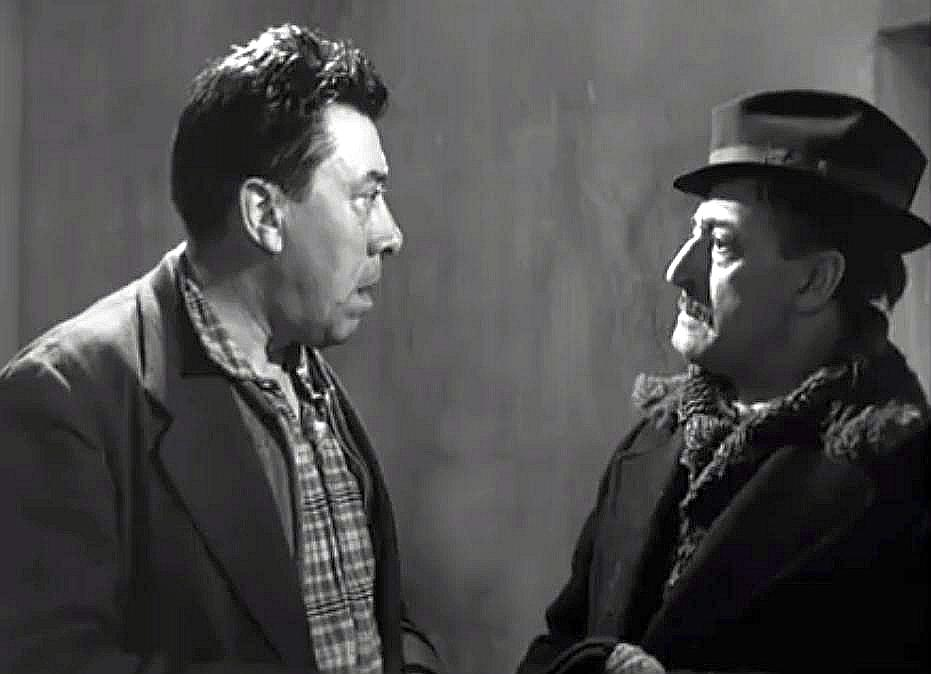
Fernandel i Totò a La llei és la llei (1958).

El 1939, arran de la declaració de guerra a Alemanya, va ser mobilitzat durant la Guerra de Broma, a Marsella, al 15 Esquadró de trens, caserna d'Aurelles. Va ser tancat al pati de la seva unitat després de provocar un motí durant el seu primer període de servei, després desmobilitzat després de la signatura de l’armistici. Mentrestant, va gravar Francine (1939), una cançó molt compromesa amb la lluita contra la propaganda alemanya

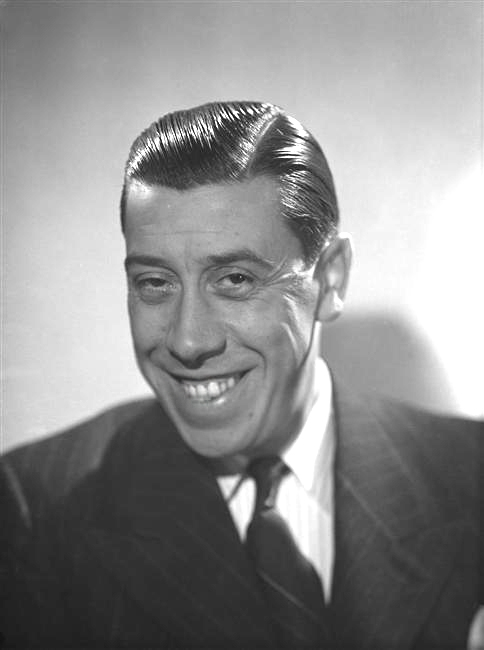
Fernandel el 1949, molt popular, posa per a l’estudi Harcourt.

Les seves pel·lícules de la dècada del 1940, incloses dues que va dirigir ell mateix: Simplet (1942) i Adrien (1943), es van rodar principalment per a Continental Films ,, una productora finançada per capital alemany. Com molts artistes durant l'Ocupació, va continuar exercint la seva professió i va cantar als cabarets, va ser aplaudit a l’òpera (Gran Casino) i al Casino des Fleurs de Vichy i tarareat a Radio-París

### Don Camillo

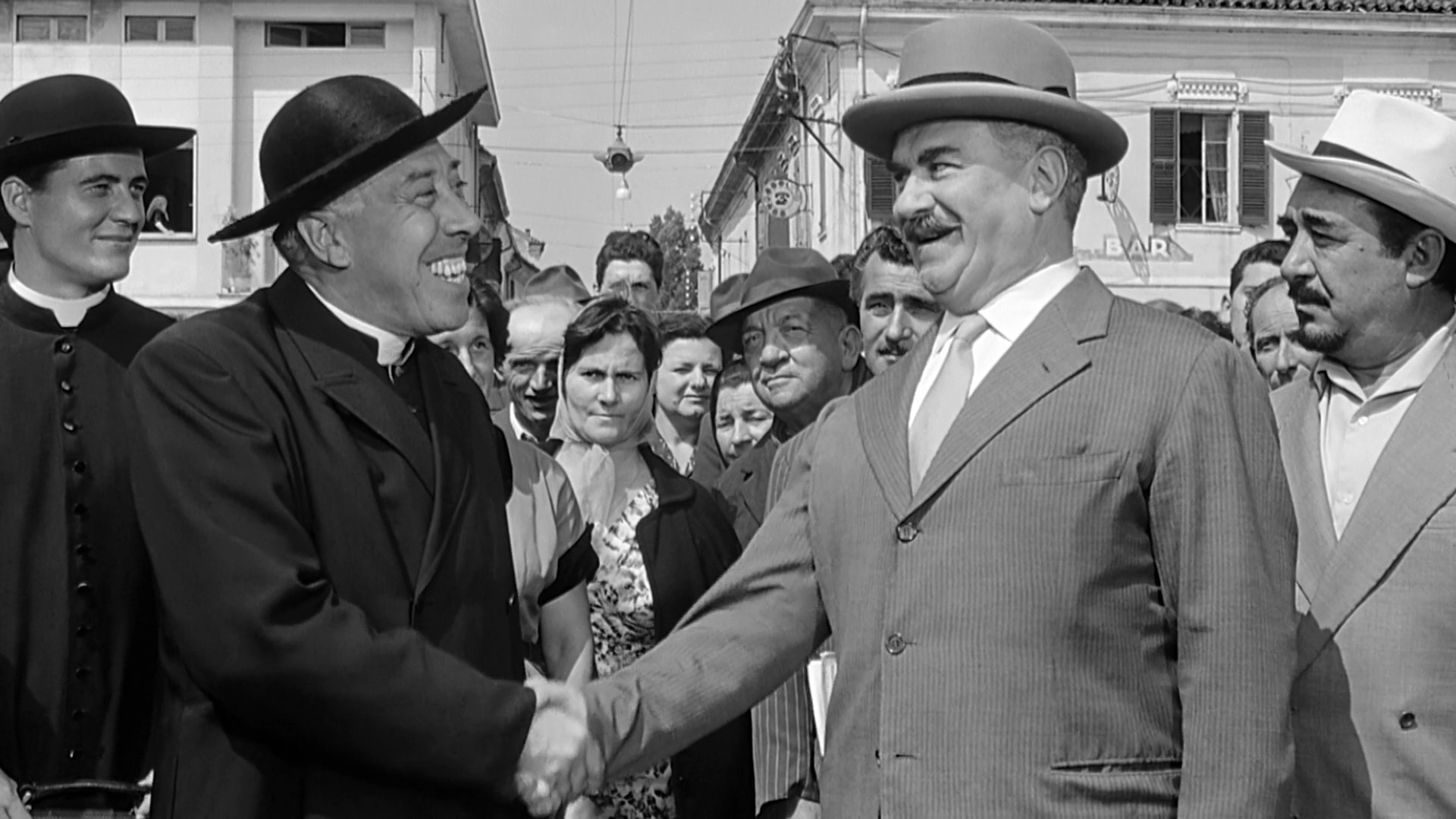
Don Camillo i Peppone (Gino Cervi), a Don Camillo Monsenyor.

A la dècada del 1950, va tornar a trobar l'èxit amb pel·lícules com L'Auberge rouge (1951) de Claude Autant-Lara, Ali Baba i els quaranta lladres (1954) de Jacques Becker, així com La Vache et le Prisonnier d’Henri Verneuil rodada el 1959. També va dirigir Adhémar o la joguina de la fatalitat, el 1951, a partir d'un guió de Sacha Guitry.
La sèrie Don Camillo va establir la seva reputació. L'adaptació es basa en l'obra de Giovannino Guareschi, en què el capellà i l'alcalde comunista d'un petit poble italià s'ocupen d'una lluita silenciosa per la influència. La seva bona interpretació en aquests temps de Guerra Freda confirma el seu èxit popular. En total roda sis episodis: Don Camillo (1951) i Il ritorno di don Camillo (1953) de Julien Duvivier, després, amb altres directors, Don Camillo e l'onorevole Peppone (1955), Don Camillo monsignore... ma non troppo (1961), Il compagno don Camillo (1965) i finalment Don Camillo i els seus manifestants, que va començar el 1970. No va poder completar aquest rodatge a causa del càncer que li va acabar amb la vida l'any següent .
El 18 de gener de 1953, mentre es trobava a Roma amb la seva filla Janine, Pius XII li va demanar que vingués al Vaticà per, segons va dir, «trobar-se amb el sacerdot més famós del cristianisme després del Papa». Un Fernandel de cera com Don Camillo en el seu confessionari també s'exposa de manera destacada al Museu Grévin.
En una entrevista on un periodista li demana que parli de l'èxit del primer Don Camillo, respon: Primer, la sorpresa. La sorpresa del personatge no la coneixíem. La sorpresa de parlar amb Jesús. Això fa una parella divertida, ja ho saps. N'he tingut algun a la meva vida, però he de dir que aquesta vegada, em trec el barret.
Fernandel també va aconseguir un gran èxit de públic i de crítica amb els seus enregistraments de les cartes del meu molí de vent d’Alphonse Daudet (La cabra del senyor Seguin, Les tres misses baixes, El secret del mestre Cornille, etc.).
El novembre de 1951, va gravar el conte de Serguei Prokófiev Pere i el llop (opus 67) amb l'orquestra dirigida per Albert Wolff.

## Vida privada
Fernandel i la seva dona van tenir tres fills:
- Josette, nascuda el 19 abril  d'abril de 1926, va morir el 22 de novembre de 2017;[9]
- Jeannine, nascuda el 18  d'abril de 1930, va morir el 4  de gener de 2020;[10]
- Frank, nascut el 10 de desembre de 1935, mort el 8 de juny de 2011;[11]

Els diaris tabloids, aficionats als escàndols de celebritats, no n'han trobat mai cap a la vida privada de Fernandel. En una de les seves últimes entrevistes, Jean Gabin testimonia la moralitat i la fidelitat de Fernandel en tots els àmbits, tant en l'amistat com en els negocis.

## Trajectòria professional
- 1931. On purge bébé. Director: Jean Renoir.
- 1931. Draps i ferro vell (Bric-à-brac et compagnie). Director: André Chotin.
- 1937. Un carnet de bal. Director: Julien Duvivier
- 1952. Don Camillo (Le petit monde de Don Camillo). Director: Julien Duvivier
- 1952. Le boulanger de Valorgue. Director: Henri Verneuil
- 1953. Le retour de Don Camillo. Director: Julien Duvivier
- 1954. Le Mouton à cinq pattes. Director: Henri Verneuil
- 1954. Alí Babà i els quaranta lladres (Ali Baba et les quarante voleurs). Director: Jacques Becker
- 1955. Don Camillo e l'onorevole Peppone. Director: Carmine Gallone
- 1956. El Amor de don Juan. Director: John Berry
- 1956. La volta al món en vuitanta dies (Around the World in Eighty Days). Director: Michael Anderson
- 1957. L'homme à l'imperméable. Director: Julien Duvivier
- 1957. Vacances a París (Paris Holiday). Director: Gerd Oswald
- 1958. La Vie à deux. Director: Clément Duhour
- 1961. Don Camillo monsignore ma non troppo. Director: Carmine Gallone
- 1961. Il giudizio universale. Director: Vittorio De Sica
- 1962. El diable i els Deu Manaments (Le Diable et les Dix Commandements). Director: Julien Duvivier
- 1963. Cuinar amb mantega (La cuisine au Beurre). Director: Julien Duvivier
- 1965. Il compagno Don Camillo. Director: Luigi Comencini